# STS-51-A
STS-51-A (englisch Space Transportation System) ist eine Missionsbezeichnung für das US-amerikanische Space Shuttle Discovery (OV-103) der NASA. Der Start erfolgte am 8. November 1984. Es war die 14. Space-Shuttle-Mission und der zweite Flug der Raumfähre Discovery.

## Mannschaft
- Frederick Hauck (2. Raumflug), Kommandant
- David Walker (1. Raumflug), Pilot
- Anna Fisher (1. Raumflug), Missionsspezialistin
- Dale Gardner (2. Raumflug), Missionsspezialist
- Joseph Allen (2. Raumflug), Missionsspezialist

Mit Frederick Hauck erhielt erstmals ein Astronaut der achten Astronautengruppe der NASA von 1978 das Kommando über ein Space Shuttle.

## Missionsüberblick

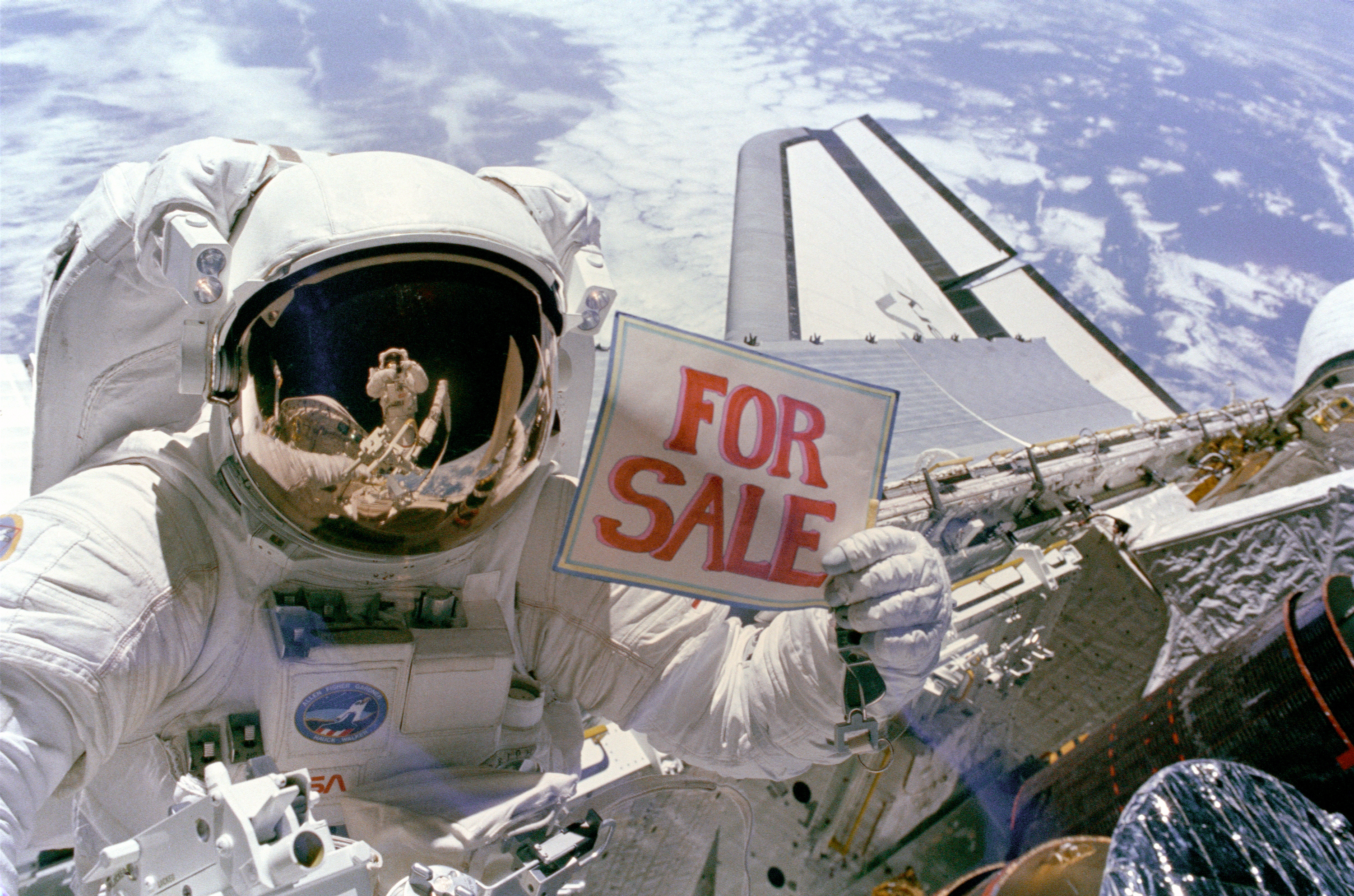
Dale Gardner hat Satelliten zu verkaufen

Der geplante Start der Discovery am 7. November wurde wegen eines plötzlichen Wetterumschwungs bei T-20 Minuten abgebrochen. Der zweite Versuch am 8. November verlief planmäßig.
Die Mission war sehr stark auf das Satellitengeschäft der NASA ausgerichtet. Zuerst wurden die beiden Satelliten TELESAT-H und SYNCOM IV-I (auch bekannt als LEASAT-1) ausgesetzt. Anschließend wurden die Satelliten PALAPA-B2 and WESTAR-VI, die bei der Mission STS-41-B ausgesetzt worden waren, aber aufgrund eines Triebwerkversagens nicht die angestrebte geostationäre Umlaufbahn hatten erreichen können, während zweier Weltraumausstiege durch Allen und Gardner an Bord des Shuttles geholt und wieder mit zur Erde genommen.
Des Weiteren wurden die Experimente DMOS und RME durchgeführt.